# Numerais cistercienses

Números escritos com o sistema de numeração cisterciense. Da esquerda para a direita: 1 na casa das unidades, 2 na casa das dezenas (20), 3 na casa das centenas (300), 4 na casa dos milhares (4 000), então os números compostos 5 555, 6 789, 9 394.

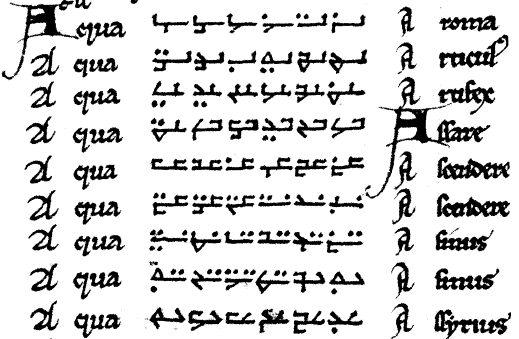
A entrada para a palavra 'aqua' em uma concordância do início do século XIII de Bruxelas. Cada personagem é um número de página / coluna. Essas primeiras formas cistercienses, com 3 e 4 trocados por 7 e 8, mais pontos simples e duplos por 5 e 6 e um triangular 9, são encontradas em apenas um outro manuscrito sobrevivente. Os números são 21, 41, 81, 85, 106, 115, 146, 148, 150, 169, 194, 198, 267, 268, 272, 281, 284, 295, 296, 317, 343, 368, 378, 387, 403, 404, 405, 420, 434, 435, 436, 446, 476, 506, 508, 552, 566, 591, 601, 604, 628, 635, 659, 678, 686, 697, 724, 759, 779, 783, 803, 818, 834, 858.

Os numerais cistercienses, ou números cistercienses, é um sistema numérico, atualmente em desuso, que foi desenvolvido pela ordem monástica cisterciense no início do Século XIII, na época em que os numerais arábicos foram introduzidos no noroeste da Europa.
Os numerais cistercienses são mais compactos que os algarismos arábicos ou romanos, com um único caractere capaz de indicar qualquer número inteiro de 1 a 9 999. Os dígitos são baseados em uma pauta horizontal ou vertical, com a posição do dígito na pauta indicando seu valor de posição (unidades, dezenas, centenas ou milhares). Esses dígitos são compostos em uma única pauta para indicar números mais complexos. Apesar disso, eles não se destinavam a permitir operações aritméticas, mas apenas para anotações de referência.
Os cistercienses abandonaram o sistema em favor dos algarismos arábicos, mas o uso marginal fora dessa ordem monástica continuou até o início do Século XX.

## História
Os dígitos e a ideia de transformá-los em ligaduras tipográficas foram aparentemente baseados em um sistema numeral de dois lugares (1-99) introduzido na ordem monástica cisterciense por John de Basingstoke, arquidiácono de Leicester, que parece ter se baseado em uma taquigrafia inglesa do Século XII. Em seus primeiros atestados, nos mosteiros do Condado de Hainaut, o sistema de numeração cisterciense não foi usado para números superiores a 99, mas logo foi expandido para quatro lugares, permitindo números até 9.999. As cerca de duas dúzias de manuscritos cistercienses sobreviventes que usam o sistema datam do Século XIII ao Século XV, e cobrem uma área que vai da Inglaterra à Itália, ou da Normandia à Suécia. Os números não eram usados para aritmética, frações ou contabilidade, mas indicavam anos, foliação (numeração de páginas), divisões de textos, numeração de notas e outras listas, índices e concordâncias, argumentos em tabelas de Páscoa e as linhas de uma pauta em notação musical.
Como ofereciam a possibilidade de representar qualquer número com um único símbolo, diferentemente dos algarismos romanos, eram populares entre aqueles que os conheciam.

### Abandono do uso pelos cistercineses e exemplo de usos fora da ordem monástica
Depois que os cistercienses abandonaram este sistema de numeração, seu uso marginal continuou fora da ordem monástica.
Amostras de notação alfabética-cisterciense mista usada para foliação foram encontradas em um manuscrito do final do Século XIII. São mostrados a1 a a6 e g1 a g7. Embora confinado principalmente à ordem cisterciense, havia algum uso fora dela. Um tratado normando do final do Século XV sobre aritmética usava numerais cistercienses e indo-arábicos. Em um caso conhecido, numerais cistercienses foram inscritos em um objeto físico, indicando os números calendáricos, angulares e outros no astrolábio de Berselius do Século XIV, que foi feito na Picardia francesa.
Em 1533, Heinrich Cornelius Agrippa von Nettesheim incluiu uma descrição desse sistema numérico no seu livro "De Occulta Philosophia libri III" (Três Livros de Filosofia Oculta), chamando-os de "elegantissimæ numerorum notæ" (algo como "números elegantíssimos").
Os numerais foram usados por medidores de vinho na área de Bruges pelo menos até o início do Século XVIII. No final do Século XVIII, Chevaliers de la Rose-Croix de Paris adotou brevemente os numerais para uso místico, e no início do Século XX os nazistas flertaram com a ideia de que os numerais poderiam ser usados para o simbolismo ariano.
O especialista definitivo moderno em numerais cistercienses é David King.

## Forma

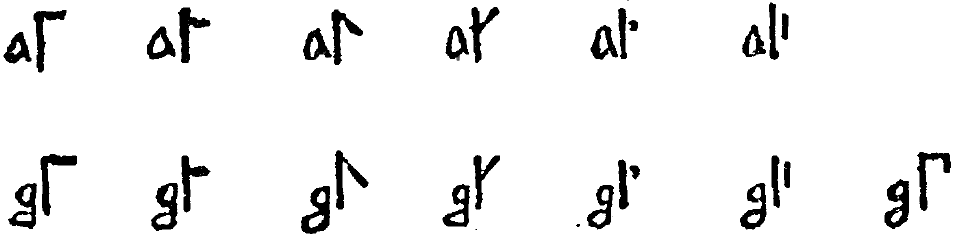
Amostras de notação alfabética-cisterciense mista usada para foliação em um manuscrito do final do Século XIII. São mostrados a1 a a6 e g1 a g7.

As formas verticais dos dígitos (1–9, 10–90, 100–900 e 1.000–9.000), com uma forma inovadora de 5 conforme gravada em um astrolábio normando do início do Século XVI.

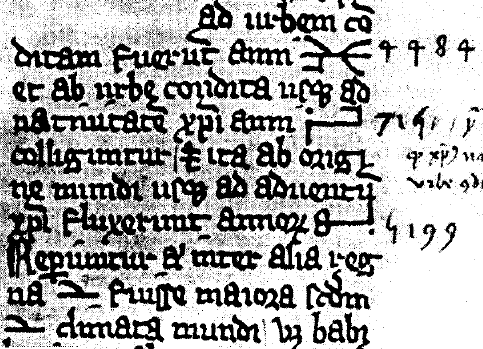
Um manuscrito normando do Século XIV que usava apenas numerais cistercienses. Eles eram horizontais para se ajustar ao fluxo do texto. Observe a forma redonda do dígito 9. Os números foram posteriormente retranscritos com dígitos hindu-arábicos nas notas de margem: aqui vemos 4 484, 715 e 5 199.

Uma pauta horizontal era mais comum enquanto os numerais eram usados entre os cistercienses. Uma estaca vertical foi atestada apenas no norte da França nos Séculos XIV e XV. No entanto, o reavivamento do sistema nos Séculos XVIII e XX na França e na Alemanha usaram uma vara vertical. Também há alguma variação histórica quanto a qual canto do número representava qual valor posicional. Os valores locais mostrados aqui eram os mais comuns entre os cistercienses e os únicos usados posteriormente. Usando substitutos gráficos com uma pauta vertical, os primeiros cinco dígitos são ꜒ 1, ꜓ 2, ꜒꜓ 3, ꜓꜒ 4, ꜍ 5. Invertendo-os forma as dezenas, ˥ 10, ˦ 20, ˦˥ 30, ˥˦ 40, ꜈ 50. Invertendo-os, forma as centenas, ꜖ 100, ꜕ 200, ꜖꜕ 300, ꜕꜖ 400, ꜑ 500, e fazendo as duas formas os milhares, ˩ 1 000, ˨ 2 000, ˨˩ 3 000, ˩˨ 4 000, ꜌ 5 000. Assim, ⌶ (um dígito 1 em cada canto) é o número 1 111. (As formas exatas variavam por data e por mosteiro. Por exemplo, os dígitos mostrados aqui para 3 e 4 foram em alguns manuscritos trocados com aqueles para 7 e 8, e os 5's podem ser escritos com um ponto inferior ( ꜎ etc.), com um pequeno traço vertical no lugar do ponto, ou mesmo com um triângulo unindo-se à pauta, que em outros manuscritos indicava um 9.) Um manuscrito normando do Século XIV que usava apenas numerais cistercienses. Eles eram horizontais para se ajustar ao fluxo do texto. Observe a forma redonda do dígito 9. Os números foram posteriormente retranscritos com dígitos hindu-arábicos nas notas de margem: aqui vemos 4 484, 715 e 5 199. Os números horizontais eram iguais, mas girados 90 graus no sentido anti-horário. (Ou seja, ˾ para 1, ⌐ para 10, ⌙ para 100 - portanto, ⌴ para 101 - e ¬ para 1 000, como visto à esquerda.) Omitir um dígito de um canto significava um valor zero para aquela potência de dez, mas não havia nenhum dígito zero. (Ou seja, uma pauta vazia não foi definida.)

### Numerais maiores
Quando o sistema se espalhou para fora da ordem nos Séculos XV e XVI, os números na casa dos milhões foram habilitados pela composição com o dígito para "mil". Por exemplo, um tratado normando do final do Século XV sobre aritmética indicava 10 000 como uma ligadura de ⌋ "1 000" enrolada sob e em torno de ⌉ "10" (e da mesma forma para números maiores), e Noviomagus em 1539 escreveu "milhão" subscrevendo ¬ " 1 000 "sob outro ¬ " 1 000 ". Um doodle cisterciense do final do Século XIII diferenciou dígitos horizontais para potências menores de dez de dígitos verticais para potências superiores de dez, mas não se sabe que essa convenção potencialmente produtiva tenha sido explorada na época; poderia ter coberto números em dezenas de milhões (horizontal de 10 0 a 10 3 , vertical de 10 4 a 10 7). Um matemático do Século XVI usou dígitos verticais para os valores tradicionais, dígitos horizontais para milhões e os girou mais 45 ° no sentido anti-horário para bilhões e outros 90 ° para trilhões, mas não está claro como as potências intermediárias de dez iriam ser indicada e esta convenção não foi adotada por outros.

## As Cifras dos Monges
David A. King (Nascido em 1941) é um historiador orientalista e de astronomia britânico. Ele é especialista em instrumentos árabes medievais. Em 2002, publicou o livro The Ciphers of the Monks: a Forgotten Number-rating of the Middle Ages, em que fala do números cistercienses.
Este livro geralmente tem recebido críticas positivas.